# Tourschool 2012
De Tourschool is een serie golftoernooien, die samen ook wel de Qualifying School wordt genoemd, waarbij golfers proberen een spelerskaart te bemachtigen voor de Europese Challenge Tour of de Europese PGA Tour van het jaar daarna of hun categorie daarin te verbeteren. De Qualifying School wordt meestal kortweg de Tourschool genoemd, en in het Engels ook wel de Q School. Voor de Europese Senior Tour wordt een aparte Senior Tourschool georganiseerd. Aan de Tourschool mogen professional- en amateurgolfers meedoen.

## Kwalificatie
Om aan de finale te kunnen deelnemen, worden vooraf een aantal kwalificatietoernooien georganiseerd. Er zijn spelers die direct door mogen naar Ronde 2 (PQ2 of Stage 2) of de finale (Finals of Final Stage) vanwege eerdere prestaties.

## Stage 1
De eerste kwalificatieronde (First Stage of Stage 1) wordt in verschillende landen gespeeld. Ieder toernooi bestaat uit vier rondes van 18 holes. 
 Het schema is als volgt:
| Datum           | Groep | Baan                                      | Spelers | Naar Stage 2 | Winnaar              | Winnaar | Uitslag |
| --------------- | ----- | ----------------------------------------- | ------- | ------------ | -------------------- | ------- | ------- |
| 11-14 september | A1    | Golfclub Schloss Ebreichsdorf, Oostenrijk | 60      | 18           | Edouard Espana (Am)  | -12     | scores  |
| 11-14 september | A2    | Roxburghe Golf Club, Kelso, Schotland     | 35      | 9            | Mark Staunton        | -12     | scores  |
| 18-21 september | B1    | Wychwood Park, Engeland                   | 93      | 23           | Alexander Björk      | -4      | scores  |
| 18-21 september | B2    | Fleesensee Golf & Country Club, Duitsland | 93      | 25           | Tapio Pulkkanen (Am) | -19     | scores  |
| 25-28 september | C1    | Golf d'Hardelot, Frankrijk                | 70      | 19           | Kelly Kraft          | -8      | scores  |
| 25-28 september | C2    | Circolo Golf Bogogno, Italië              | 112     | 32           | Robin Wingardh       | -15     | scores  |
| 2-5 oktober     | D1    | Ribagolfe, Portugal                       | 113     | 30           | Chan Kim             | -6      | scores  |
| 2-5 oktober     | D2    | Frilford Heath Golf Club, Engeland        | 112     | 38           | Liam Bond            | -12     | scores  |

Ongeveer 25% van de spelers van Stage 1 gaan door naar Stage 2, het precieze aantal wordt tijdens het toernooi bekendgemaakt. Spelers kunnen, als ze vroeg genoeg inschrijven, zelf kiezen op welke baan ze willen spelen. Ze mogen ook meer dan één keer de Stage 1 spelen.

### Groep A
In groep A deden geen Nederlanders of Belgen mee.
Groep A1Op Ebreichsdorf won amateur Edouard Espana, zeventien anderen plaatsten zich ook voor Stage 2, w.o. Krister Eriksson en Niclas Johansson uit Zweden, Rene Gruber, Jurgen Maurer en amateur Lucas Nemecz uit Oostenrijk en de Amerikaanse amateur Jim Liu die in de Junior Ryder Cup in september 2012 speelt.
Groep A2Op Roxburghe werd gespeeld door 33 Britten en twee Amerikanen. Winnaar Mark Staunton had acht slagen voorsprong op nummer 2, Peter O'Keefe. Anderen die zich kwalificeerden waren onder meer Scott Henderson en Craig Matheson uit Schotland en Mark Murphy uit Ierland

### Groep B
Groep B (B1+B2) bestaat uit 186 spelers en er zijn 28 plaatsen beschikbaar.
Groep B1Sven Maurits is de enige Nederlander in deze groep, hij kwalificeerde zich voor de vierde ronde, maar niet voor Stage 2. Winnaar was de Zweed Alexander Björk. De beste 23 spelers mogen door naar Stage 2.
Groep B2Fernand Osther uit Nederland en Gaël Seegmuller uit België deden op de Schloss Course van Fleesensee mee, waar Stage 1 voor de zesde keer werd gespeeld. Beiden kwalificeerden zich niet voor de vierde ronde. Winnaar was de Finse amateur Tapio Pulkkanen met een totaalscore van -19. Nummer 2 was de Duitse amateur Sebastian Schwind met -18, zij waren de enige twee spelers die vier rondes onder de 70 speelden.

### Groep C
Groep C1Er doen op Hardelot (par 71) 70 spelers mee waaronder 4 Belgen en 3 Nederlanders. De beste 18 spelers en ties kwalificeren zich voor Stage 2. De gebroeders Kind stonden na ronde 3 in de top-10. Helaas had Richard Kind 88 slagen voor zijn laatste ronde. Winnaar was Kelly Kraft, US Amateur 2011. Hij werd eerder dit jaar professional. Robin Kind en Christopher Mivis kwalificeerden zich voor Stage 2.
Groep C2Er doen op Bogogno (par 72) 112 spelers mee w.o. slechts één Belg. Verder doen hier mee Manuel Trappel, de Europees Amateur, en Jevgeni Kafelnikov, de voormalige tenniskampioen. De beste 29 spelers en ties kwalificeren zich voor Stage 2.
In ronde 1 maakte Robin Wingardh negen birdies en ging aan de leiding met -6. Na ronde 2 kwam hij op -9 en had drie slagen voorsprong op Dylan Frittelli en ronde 3 werd door beiden in 67 slagen gespeeld. Ook de laatste ronde kon Frittelli hem niet van de troon stoten.

### Groep D
Al 126 spelers hebben zijn in de voorgaande weken voor Stage 2 geplaatst.
Groep D1Op Ribagolfe spelen drie Nederlanders. Jurrian van der Vaart stond met -3 na de eerste ronde lange tijd aan de leiding met José Luis Adarraga Gomez uit Spanje, Hugo Santos uit Portugal en Tim Shadbolt uit Engeland, totdat Chan Kim uit Hawaï hen aan het einde van de middag met -7 inhaalde. De start van ronde 2 werd anderhalf uur vertraagd door dichte mist. Van der Vaart startte pas na half 4 en kwam niet voor donker binnen. In ronde 3 maakte hij een score van 72. Floris de Haas en Nicolas Vanhootegem konden wegens gebrek aan daglicht ronde 3 niet afmaken, maar haalden de volgende dag ook de cut. Chan Kim bleef aan de leiding. De cut na ronde 3 was +9, 68 spelers deden mee aan de laatste ronde. Kim won, en Nicolas Vanhootegem plaatse zich voor Stage 2. Floris de Haas had net een slag te veel.
Groep D2Op Frilford doen geen spelers uit de Benelux mee. Van de 112 deelnemers komen er slechts 19 niet uit het Verenigd Koninkrijke of Ierland. Liam Bond ging na de eerste ronde aan de leiding met -5. Chris Devlin speelde ronde 2 in 64 slagen en nam de leiding over, maar ook in Engeland kon ronde2 niet afgemaakt worden. Na ronde 3 stond Liam Bond weer bovenaan. De cut na ronde 3 was +10, 75 spelers doen mee aan de laatste ronde. Liam Bond won.

### Belgische en Nederlandse spelers
| Naam                  | Groep | Ronde 1 | Ronde 1 | Ronde 2 | Ronde 2 | Ronde 2 | Ronde 3 | Ronde 3 | Ronde 3 | Ronde 4 | Ronde 4 | Ronde 4 | Door naar Stage 2 | Door naar Stage 2 |
| --------------------- | ----- | ------- | ------- | ------- | ------- | ------- | ------- | ------- | ------- | ------- | ------- | ------- | ----------------- | ----------------- |
| Sven Maurits          | B1    | 74      | T21     | 79      | 153     | T50     | 73      | 226     | T52     | 76      | 302     | T43     |                   | nee               |
| Fernand Osther        | B2    | 74      | T62     | 79      | 153     | T84     | 75      | 228     | 84      | MC      |         |         |                   | nee               |
| Gaël Seegmuller       | B2    | 77      | T88     | 76      | 153     | T84     | 78      | 231     | T88     | MC      |         |         |                   | nee               |
| Robin Kind (Am)       | C1    | 71      | T11     | 70      | 141     | T10     | 69      | 210     | T6      | 69      | 279     | T4      | ja                |                   |
| Christopher Mivis     | C1    | 71      | T11     | 73      | 144     | T26     | 69      | 213     | T17     | 68      | 281     | T9      | ja                |                   |
| Richard Kind          | C1    | 72      | T17     | 71      | 143     | T21     | 66      | 209     | T4      | 77      | 286     | T20     |                   | nee               |
| Guillaume Watremez    | C1    | 74      | T35     | 69      | 143     | T21     | 73      | 216     | T28     | 76      | 292     | T36     |                   | nee               |
| Oliver Withofs        | C1    | 79      | T60     | 72      | 151     | T50     | 75      | 226     | T53     | MC      |         |         |                   | nee               |
| Thomas Merkx          | C1    | 80      | 63      | 75      | 155     | T62     | 75      | 230     | T61     | MC      |         |         |                   | nee               |
| Pierre Relecom        | C1    | 81      | T64     | 73      | 154     | T59     | 77      | 231     | 64      | MC      |         |         |                   | nee               |
| Michiel Hermans       | C2    | 72      | T28     | 67      | 139     | T4      | 74      | 213     | T18     | 76      | 289     | T36     |                   | nee               |
| Nicolas Vanhootegem   | D1    | 75      | T50     | 73      | 148     | T50     | 71      | 219     | T31     | 72      | 291     | T23     | ja                |                   |
| Floris de Haas        | D1    | 73      | T32     | 74      | 147     | T40     | 73      | 220     | T36     | 72      | 292     | T31     |                   | nee               |
| Teemu Bakker          | D1    | 69      | T2      | 73      | 142     | T16     | 78      | 220     | T36     | 71      | 291     | T43     |                   | nee               |
| Jurrian van der Vaart | D1    | 69      | T2      | 80      | 149     | T55     | 72      | 221     | T60     | 79      | 300     | T58     |                   | nee               |

Thomas Merkx won in 2009 de Order of Merit van de Monday Tour en geeft tegenwoordig les op de John Woof Academy.
Oliver Withofs is sinds 2010 professional en speelde in 2012 op de EPD Tour.

## Stage 2
De tweede ronde wordt van 7-10 november gespeeld door 304 spelers, waarvan zich 193 spelers via Stage 1 hebben gekwalificeerd. De andere 111 spelers waren door eerdere resultaten vrijgesteld van Stage 1. Daan Huizing, Taco Remkes, Tim Sluiter en Floris de Vries mochten rechtstreeks naar Stage 2.
De toernooien worden op vier verschillende banen in Spanje gespeeld. Ongeveer 80 spelers kunnen zich voor de Final Stage kwalificeren.
| Baan                            | Spelers | Naar Finals | Winnaar       | Uitslag | Uitslag |
| ------------------------------- | ------- | ----------- | ------------- | ------- | ------- |
| El Saler Campo de Golf          | 75      | ±20         | Jamie McLeary | Scores  |         |
| Las Colinas Golf & Country Club | 77      | ±20         | Tim Sluiter   | Scores  |         |
| El Valle Golf Resort            | 76      | ±20         | Nicolò Ravano | Scores  |         |
| Lumine Golf Club                | 76      | ±20         | Lloyd Kennedy | Scores  |         |

### Verslag
El Saler
In Valencia begon Floris de Vries met een 29ste plaats en ging Chan Kim aan de leiding. Christopher Mivis bracht een deprimerende score van +10 binnen. Na ronde 2 stond Moritz Lampert met -3 aan de leiding met Adrian Otaegui en Ou Yang Zheng. Otaegui maakte nog twee rondes van 70 en eindigde op de 2de plaats. Winnaar werd Jamie McLeary uit Schotland.
Las Colinas
In Alicante begonnen de drie Nederlanders fantastisch. Taco Remkes en Tim Sluiter namen de leiding met -4 en Daan Huizing haalde met -1 de 9de plaats. Remkes en Sluiter bleven na ronde 2 aan de leiding en Huizing steeg naar de 6de plaats.
De drie Nederlanders bleven het goed doen en stonden na ronde 3 allen in de top-10, Sluiter zelfs nog steeds aan de leiding. In de pers werd hij de Flying Dutchman genoemd . Ook na de laatste ronde bleef Sluiter aan de leiding, terwijl Daan Huizing numemr 2 werd en Taco Remkes nummer 14. Een schitterend succes voor de drie spelers.
El Valle
Op Murcia was de vorige week het El Valle Open van de Evolve Pro Tour. Daan Huizing en Robin Kind speelden daar hun eerste proftoernooi en eindigden op de 5de en 10de plaats. 
 Tijdens Stage 2 maakte Robin Kind eerst twee rondes van 72, waardoor hij op de 26ste plaats stond. Ook ronde 3 speelde hij in 72 slagen, waardoor hij naar de 40ste plaats zakte.
Lumine
In Tarragona eindigde ronde 1 ook met twee leiders, Liam Bond en Jamie Abbott terwijl Nicolas Vanhootegem met -2 op de 16de plaats eindigde. Liam Bond bleef na ronde 2 aan de leiding. Vanhootegem zakte iets af in het klassement, maar ronde 3 deed hem de das om. Martin Sell maakte een derde ronde van 68 en ging aan de leiding, Liam Bond eindigde op de 2de plaats. 

De uiteindelijke overwinning ging naar Lloyd Kennedy, maar Vanhootegem zal niet in de Final Stage meedoen.

### Belgische en Nederlandse spelers
Daan Huizing en Robin Kind zijn voor deze ronde professional geworden.
| Speler              | Baan        | Ronde 1 | Ronde 1 | Ronde 1 | . | Ronde 2 | Ronde 2 | Ronde 2 | Ronde 2 | . | Ronde 3 | Ronde 3 | Ronde 3 | Ronde 3 | . | Ronde 4 | Ronde 4 | Ronde 4 | Ronde 4 | Naar Finals | Naar Finals |
| ------------------- | ----------- | ------- | ------- | ------- | - | ------- | ------- | ------- | ------- | - | ------- | ------- | ------- | ------- | - | ------- | ------- | ------- | ------- | ----------- | ----------- |
| Floris de Vries     | El Saler    | 74      | +2      | T20     |   | 72      | par     | +2      | T20     |   | 81      | +9      | +11     | T58     |   | 73      | +1      | +12     | T55     |             | nee         |
| Christopher Mivis   | El Saler    | 83      | +11     | T63     |   | 78      | +6      | +17     | 74      |   | 75      | +3      | +20     | 71      |   | 74      | +2      | +22     | 67      |             | nee         |
|                     |             |         |         |         |   |         |         |         |         |   |         |         |         |         |   |         |         |         |         |             |             |
| Daan Huizing        | Las Colinas | 70      | -1      | T9      |   | 68      | -3      | -4      | T6      |   | 66      | -5      | -9      | T2      |   | 65      | -6      | -15     | 2       | ja          |             |
| Taco Remkes         | Las Colinas | 67      | -4      | T1      |   | 70      | -1      | -5      | T1      |   | 70      | -1      | -6      | T9      |   | 72      | +1      | -5      | T14     | ja          |             |
| Tim Sluiter         | Las Colinas | 67      | -4      | T1      |   | 70      | -1      | -5      | T1      |   | 65      | -6      | -11     | 1       |   | 66      | -5      | -16     | 1       | ja          |             |
|                     |             |         |         |         |   |         |         |         |         |   |         |         |         |         |   |         |         |         |         |             |             |
| Robin Kind          | El Valle    | 72      | +1      | T26     |   | 72      | +1      | +2      | T29     |   | 72      | +1      | +3      | T40     |   | 69      | -2      | +1      | T35     |             | nee         |
|                     |             |         |         |         |   |         |         |         |         |   |         |         |         |         |   |         |         |         |         |             |             |
| Nicolas Vanhootegem | Lumine      | 69      | -2      | T16     |   | 71      | par     | -2      | T25     |   | 75      | +4      | +2      | 58      |   | 68      | -3      | -1      | T40     |             | nee         |

Amerikaanse Tourschool, Stage 1
In de periode dat de Europese Tourschool wordt gespeeld, is de Amerikaanse Tourschool net in de tussenliggende weken met Stage 1 begonnen.
- Tim Sluiter en Romain Wattel zijn op 19 oktober op de Lake Caroline Golf Club in Madison, Mississippi op de 3de en 4de plaats geëindigd van Stage 1 van de Amerikaanse Tourschool.
- Robert-Jan Derksen en Maarten Lafeber zijn op 24 oktober gestart op de Mountain View Golf Course van Callaway Gardens (Uitslag ). De beste 18 spelers en ties gaan door naar Stage 2. Deze is medio november op zes verschillende banen, de Final Stage begint op 28 november. Derksen en Lafeber eindigden met 280 op de 19de plaats (Uitslag).

## Final Stage
De laatste ronde wordt de Final Stage genoemd. Er worden van 24-29 november zes rondes gespeeld op de PGA Golf de Catalunya in Girona.
Na de laatste ronde zullen 25 spelers een Tourkaart voor 2013 krijgen. De anderen spelen in 2013 op de Challenge Tour.

### Ronde 1
Tano Goya speelde drie jaar op de Europese Tour en eindigde toen steeds net in de top-100. In 2012 moesten spelers bij de top-119 zitten om hun speelrecht te behouden, hij was nummer 123.
George Murray verloor zijn speelrecht omdat hij nummer 155 stond, hij haalde in 2012 maar 1 top-10 plaats in het begin van jaar.
Mikael Lundberg won in 2008 het Russisch Open van de Europese Tour maar sindsdien heeft hij steeds zijn speelrecht verloren en wisselend op de Europese en Challenge Tour gespeeld. Na 2012 haalde hij drie top-5 plaatsen maar toch stond hij nummer 128 op de Race to Dubai, net 9 plaatsen te hoog om zijn spelerskaart te behouden.

### Ronde 2
Mikko Korhonen speelde in 2012 zestien toernooien op de Challenge Tour en miste slechts één keer de cut. Toch eindigde hij niet in de top-5 die automatisch naar de Europese Tour promoveerden. Hij scoorde 62 voor deze ronde, hetgeen op de Tour Course -8 is, toch bleef Tano Goya aan de leiding.

Drie van de vier Nederlanders speelden boven par. Alleen Sluiter slaagde erin na zijn slechte eerste ronde toch onder par te spelen. Na 11 holes stond hij op -5 maar hij eindigde op -2 en heeft nog een lange weg te gaan. Het was vandaag de beurt van Daan Huizing om een slechte score binnen te brengen.

### Ronde 3
Tano Goya heeft de leiding behouden. Moritz Lampert is de enige amateur die het goed doet, uitstekend zelfs, want hij deelt de 4de plaats.
Na deze ronde stonden 62 spelers met hun totaalscore onder par en Taco Remkes is de enige Nederlander die daartoe behoort.

### Ronde 4
Er is een nieuwe leider bijgekomen, Andy Sullivan. Hij werd in 2011 professional en haalde in zijn rookiejaar vijf top-20 plaatsen. Hij verdiende daarmee ruim € 120.000, maar dat was niet voldoende om zijn speelrecht te behouden.

De top-70 plus tie's hebben zich voor de laatste twee rondes gekwalificeerd, Besseling en Remkes zitten daar dus bij. Huizing had net een slag te veel.

### Ronde 5
De laatste twee rondes worden op de Stadium Course gespeeld. John Parry, die na twee rondes nog level par stond, bracht daarna enkele goede score binnen wat resulteerde in de eerste plaats na ronde 5. Mikko Korhonen stond even met -15 aan de leiding mar maakte bogeys op hole 16 en 17.

### Ronde 6
Geen van de Nederlanders eindigde bij de top-25, Taco Remkes maakte een laatste ronde van 77 en zakte naar de 40ste plaats, Wil Besseling maakte 70, daar steeg hij 10 plaatsen mee maar dat was niet voldoende. Zij spelen in 2013 dus op de Challenge Tour.
Winnaar van dit afmattende toernooi werd John Parry.
- Scores

| Naam                | Score R1 | Score R1 | Nr   | Score R2 | Score R2 | Score R2 | Nr   | Score R3 | Score R3 | Score R3 | Nr   | Score R4 | Score R4 | Score R4 | Nr   | Score R5 | Score R5 | Score R5 | Nr  | Score R6 | Score R6 | Score R6 | Nr  |
| ------------------- | -------- | -------- | ---- | -------- | -------- | -------- | ---- | -------- | -------- | -------- | ---- | -------- | -------- | -------- | ---- | -------- | -------- | -------- | --- | -------- | -------- | -------- | --- |
| John Parry          | 71       | +1       | T36  | 71       | -1       | par      | T39  | 64       | -6       | -6       | T12  | 67       | -5       | -11      | T3   | 66       | -6       | -17      | 1   | 70       | -2       | -19      | 1   |
| Mikael Lundberg     | 68       | -4       | T2   | 68       | -2       | -6       | T2   | 65       | -5       | -11      | T2   | 73       | +1       | -10      | T5   | 70       | -2       | -12      | T5  | 69       | -3       | -15      | 2   |
| Andy Sullivan       | 71       | -1       | T15  | 67       | -3       | -4       | T11  | 65       | -5       | -9       | T6   | 69       | -3       | -12      | T1   | 72       | par      | -12      | T5  | 71       | -1       | -13      | 3   |
| Moritz Lampert (AM) | 70       | par      | T27  | 67       | -5       | -5       | T7   | 65       | -5       | -10      | T4   | 71       | -1       | -11      | T3   | 70       | -2       | -13      | T2  | 74       | +2       | -11      | T4  |
| Tano Goya           | 64       | -6       | 1    | 71       | -1       | -7       | 1    | 64       | -6       | -13      | 1    | 73       | +1       | -12      | T1   | 76       | +4       | -8       | T12 | 69       | -3       | -11      | T4  |
| Matthew Southgate   | 72       | +2       | T    | 70       | -2       | par      | T39  | 65       | -5       | -5       | T4   | 68       | -4       | -9       | T10  | 68       | -4       | -13      | T2  | 75       | +3       | -10      | T7  |
| Mikko Korhonen      | 74       | +2       | T57  | 62       | -8       | -6       | T2   | 66       | -4       | -10      | T4   | 71       | -1       | -11      | T3   | 70       | -2       | -13      | T2  | 76       | +4       | -9       | T9  |
| Matteo Delpodio     | 67       | -3       | T4   | 69       | -3       | -6       | T2   | 65       | -5       | -11      | T2   | 79       | +7       | -4       | T24  | 69       | -3       | -7       | 17  | 71       | -1       | -8       | T14 |
| George Murray       | 66       | -4       | T2   | 71       | -1       | -5       | T7   | 70       | par      | -5       | T17  | 71       | -1       | -6       | T15  | 72       | par      | -6       | T18 | 74       | +2       | -4       | T29 |
| Taco Remkes         | 71       | -1       | T15  | 72       | +2       | +1       | T52  | 68       | -2       | -1       | T54  | 69       | -3       | -4       | T24  | 72       | par      | -4       | T26 | 77       | +5       | +1       | T44 |
| Wil Besseling       | 69       | -1       | T15  | 73       | +1       | par      | T39  | 70       | par      | par      | T63  | 72       | par      | par      | T51  | 78       | +6       | +6       | 70  | 70       | -2       | +4       | T60 |
| Daan Huizing        | 70       | par      | T27  | 81       | +9       | +9       | T144 | 69       | -3       | +6       | T102 | 68       | -2       | +4       | T80  | MC       |          |          |     |          |          |          |     |
| Tim Sluiter         | 81       | +9       | T150 | 68       | -2       | +7       | T135 | 74       | +2       | +9       | T132 | 70       | par      | +9       | T123 | MC       |          |          |     |          |          |          |     |

| Stadium Course = par 72 |  | Tour Course = par 70 |  | Leider |  | Toernooirecord |  | MC = missed cut = cut gemist |
| ----------------------- |  | -------------------- |  | ------ |  | -------------- |  | ---------------------------- |

| Spelers vrijgesteld van Stage 1 en 2 - Carlos Aguilar - Phillip Archer - Joakim Bäckström - Seve Benson - Wil Besseling - Rohan Blizard - Markus Brier - Paul Broadhurst - Daniel Brooks - Marco Crespi - Matteo Delpodio - Stephen Dodd - Nick Dougherty - Scott Drummond - Trevor Fisher Jr - Mark F. Haastrup - Anton Haig - Oskar Henningsson - Berry Henson - Jean Hugo - Lasse Jensen - Roope Kakko - Sihwan Kim - Joakim Lagergren - Alexander Levy - José-Filipe Lima - David Lipsky - Chris Lloyd - Michaël Lorenzo-Vera - Morten Orum Madsen - Andrew Marshall - Pablo Martín - Andrew McArthur - Richard McEvoy - Ross McGowan - Prom Meesawat - George Murray - John Parry - Terry Pilkadaris - Kieran Pratt | - Jarmo Sandelin - Neil Schietekat - Mohd Siddikur - Gary Stal - Miles Tunnicliff - Peter Uihlein - Daniel Vancsik - Sam Walker - Oliver Wilson Spelers die zich via Stage 2 plaatsten - Björn Åkesson - Byeong-hun An - Scott Arnold - Christian Aronsen - HP Bacher - Jason Barnes - Oliver Bekker - Warren Bennett - Filippo Bergamaschi - Liam Bond - Wallace Booth - Knut Børsheim - Gary Boyd - Christophe Brazillier - François Calmels - Guillaume Cambis - Graeme A. Clark - Rhys Davies - Eduardo De la Riva - Carlos Del Moral - Chris Devlin - David Dixon - Agustin Domingo - Bradley Dredge - Pelle Edberg - Peter Erofejeff - Scott Fallon - Kenneth Ferrie - Nils Florén | - Oscar Florén - Alastair Forsyth - Dylan Frittelli - Javier Gallegos (AM) - Sebastian García Rodriguez - Daniel Gaunt - Max Glauert - Jacob Glennemo - Luke Goddard - Tano Goya - David Griffith - Julien Grillon - Mathias Grönberg - Anders Schmidt Hansen - Justin Harding - Thomas Haylock - Peter Hedblom - David Higgins - Rasmus Hjelm - Soon-Sang Hong - Jamie Howarth - Daan Huizing - Jeppe Huldahl - Sam Hutsby - Daniel Im - Jin Jeong - Steven Jeppesen - Andreas Johansson - Michael Jonzon - Rikard Karlberg - Niall Kearney - Dodge Kemmer - Lloyd Kennedy - Chan Kim - Brooks Koepka - Mikko Korhonen - Moritz Lampert (AM) - Jesper Lerchedahl - Ondrej Lieser - Sam Little | - Mikael Lundberg - Callum Macaulay - Paul Maddy - Jamie McLeary - César Monasterio - Tom Murray - Åke Nilsson - Matthew Nixon - Shaun Norris - Peter O'Keeffe - Gary Orr - Adrian Otaegui - Damien Perrier - Iain Pyman - Nicolò Ravano - Taco Remkes - Bernd Ritthammer - Andrea Rota - Olivier Rozner (AM) - Raymond Russell - James Ruth - Adrien Saddier (AM) - Zane Scotland - Jason Scrivener - Martin Sell - Gareth Shaw - Tim Sluiter - Anthony Snobeck - Matthew Southgate - Scott Strange - Andy Sullivan - Carl Sunesson - Simon Thornton - Steven Tiley - Jason Timmis - Tjaart Van der Walt - James Watts - Sean Whiffin - Daniel Wuensche - Matthew Zions |